# Literaturjahr 1904
Liste der Literaturjahre

1901 | 1902 | 1903 | Literaturjahr 1904 | 1905 | 1906 | 1908 | ► | ►►

Weitere Ereignisse
Dieser Artikel behandelt das Literaturjahr 1904.

## Ereignisse

### Prosa
- Hermann Hesses erster Roman Peter Camenzind erscheint in Berlin.
- Von Luigi Pirandello erscheint der Roman Mattia Pascal.
- Der teils autobiographische Abenteuerroman The Sea-Wolf (Der Seewolf), in New York verlegt, wird Jack Londons größter Erfolg.
- Von Peter Rosegger erscheint die Erzählung Das Gold.
- James Joyce beginnt in Paris mit der Arbeit an seinem Erzählzyklus Dubliners, der jedoch erst 1914 veröffentlicht wird; die darin enthaltene Kurzgeschichte The Sisters erscheint jedoch in ihrer ersten Fassung bereits 1904 als Auftragsarbeit in der Zeitschrift “The Irish Homestead”.
- Veröffentlichung des Romans Nostromo des polnisch-britischen Schriftstellers Joseph Conrad.
- Von dem evangelischen Pfarrer und Schriftsteller Artur Brausewetter erscheint der Roman Die Kirche siegt! – einer von insgesamt rund 50 Romanen, die er in seinem Leben verfasste.

### Drama
- 30. Januar: Die Uraufführung des Dramas Der Kirschgarten von Anton Pawlowitsch Tschechow erfolgt am 44. Geburtstag des Autors am Moskauer Künstlertheater. Es ist sein letztes Stück, ein halbes Jahr später, am 15. Juli, stirbt der Dramatiker.
- 1. Februar: Die Uraufführung von Die Büchse der Pandora findet vor geladenem Publikum im Intimen Theater in Nürnberg statt. Das Theaterstück ist nach Erdgeist der zweite Teil der Lulu-Tragödie von Frank Wedekind. Die Uraufführung, der Wedekind nur nach langem Zögern und Überarbeiten des Stückes zugestimmt hat, wird zu einem Theaterskandal. Ein Einschreiten der Polizei verhindert eine für den Folgetag geplante zweite Vorstellung. Am 29. März findet eine einmalige, geschlossene Aufführung im Münchner Schauspielhaus statt, die ein überwiegend negatives Presseecho findet. Am 23. Juli erhebt die Münchner Staatsanwaltschaft Anklage gegen Wedekind und seinen Verleger Bruno Cassirer wegen Verbreitung unzüchtiger Schriften.
- 13. Februar: Das Schauspiel Der einsame Weg von Arthur Schnitzler wird in Berlin uraufgeführt.
- 16. März: In Deutschland wird die Buchausgabe des Schauspiels Der Reigen von Arthur Schnitzler von den Behörden verboten.
- 27. Dezember: Das Bühnenstück Peter Pan, or The Boy Who Wouldn't Grow Up des schottischen Dramatikers J. M. Barrie hat mit großem Erfolg seine Uraufführung in London.
- 27. Dezember: Mit drei Einaktern von William Butler Yeats und Lady Gregory wird das Abbey Theatre in Dublin eröffnet.

### Sachliteratur
- November: Der erste Teil des Aufsatzes Die protestantische Ethik und der Geist des Kapitalismus von Max Weber erscheint im Archiv für Sozialwissenschaft und Sozialpolitik.

### Sonstiges
- Der 16. Juni 1904 ist der Bloomsday, der Tag, an dem die Handlung von James Joyce’ Roman Ulysses spielt.

## Geboren

### Januar bis April
- 04. Januar: Erhard Quack, deutscher Kirchenlieddichter und -komponist († 1983)
- 07. Januar: Ruth Landshoff, deutsch-amerikanische Schauspielerin und Schriftstellerin († 1966)
- 15. Januar: Ludvík Frejka, tschechischer Politiker und Publizist († 1952)
- 16. Januar: Karl Gossow, deutscher Typograf, Buchgestalter († 1962)
- 22. Januar: Arkadi Petrowitsch Gaidar, russischer Jugendschriftsteller († 1941)

- 01. Februar: Gerhard Wartenberg, deutscher Autor († 1942)
- 03. Februar: Lili Grün, österreichische Schriftstellerin und Dichterin († 1942)
- 04. Februar: MacKinlay Kantor, US-amerikanischer Schriftsteller († 1977)
- 10. Februar: John Farrow, australischer Drehbuchautor und Regisseur († 1963)
- 10. Februar: Tito Colliander, finnlandschwedischer Schriftsteller († 1989)
- 12. Februar: Enrique Beck, deutsch-schweizerischer Dichter und Übersetzer († 1974)
- 13. Februar: Karaki Junzō, japanischer Literaturwissenschaftler († 1980)
- 18. Februar: Otto Rahn, deutscher Schriftsteller († 1939)
- 23. Februar: Leopold Trepper, polnischer Kommunist, Widerstandskämpfer und Publizist († 1982)
- 27. Februar: Josef Maria Camenzind, Schweizer Geistlicher und Schriftsteller († 1984)
- 27. Februar: James T. Farrell, US-amerikanischer Schriftsteller († 1979)

- 02. März: Dr. Seuss, US-amerikanischer Kinderbuch-Autor und Cartoonzeichner († 1991)
- 03. März: El Duque del Morteruelo, spanischer Dichter († 2004)
- 12. März: Bodo Uhse, deutscher Schriftsteller († 1963)
- 13. März: Erhart Kästner, deutscher Schriftsteller und Bibliothekar († 1974)
- 13. März: Paul Mattick, deutscher Kommunist und politischer Schriftsteller († 1981)
- 17. März: Patrick Hamilton, englischer Schriftsteller († 1962)
- 26. März: Joseph Campbell, US-amerikanischer Professor und Autor († 1987)

- 06. April: Willy Harzheim, deutscher Arbeiterschriftsteller und Kommunist († 1937)
- 09. April: Ludwig Hohl, Schweizer Autor († 1980)
- 13. April: Martha Weber, deutsche Heimatdichterin († 1998)
- 27. April: Cecil Day-Lewis, Schriftsteller und Dichter († 1972)

### Mai bis August
- 06. Mai: Harry Martinson, schwedischer Schriftsteller und Nobelpreisträger für Literatur († 1978)
- 10. Mai: Kuwabara Takeo, japanischer Literaturwissenschaftler und Übersetzer († 1988)
- 20. Mai: Margery Allingham, englische Krimi-Schriftstellerin († 1966)
- 20. Mai: Nagai Tatsuo, japanischer Schriftsteller († 1990)
- 24. Mai: Sefton Delmer, britischer Journalist († 1979)

- 19. Juni: Claus Back, deutscher Schriftsteller († 1969)
- 24. Juni: Kurt Kusenberg, deutscher Kunstkritiker und Schriftsteller († 1983)
- 30. Juni: Oskar Paulini, deutscher Schriftsteller († 1982)

- 03. Juli: Otto Gotsche, deutscher Politiker und Schriftsteller († 1985)
- 12. Juli: Pablo Neruda, chilenischer Dichter und Diplomat († 1973)
- 14. Juli: Hans-Heinrich Herwarth von Bittenfeld, deutscher Diplomat und Autor († 1999)
- 22. Juli: Karl Veken, deutscher Schriftsteller († 1971)
- 22. Juli: Otto Rombach, deutscher Journalist und Schriftsteller († 1984)
- 22. Juli: Walther G. Oschilewski, deutscher Publizist, Lyriker und Kulturhistoriker († 1987)
- 24. Juli: Delmer Daves, US-amerikanischer Drehbuchautor und Regisseur († 1977)

- 03. August: Clifford D. Simak, US-amerikanischer SF-Autor († 1988)
- 04. August: Witold Gombrowicz, polnischer Schriftsteller († 1969)
- 10. August: Albert Skira, Schweizer Verleger († 1973)
- 26. August: Christopher Isherwood, englisch-amerikanischer Schriftsteller († 1986)

### September bis Dezember
- 11. September: Kurt Karl Doberer, deutscher Ingenieur, Journalist, Schriftsteller und Philatelist († 1993)
- 12. September: Joe Lederer, österreichische Journalistin und Schriftstellerin († 1987)
- 16. September: Alfred Klahr, österreichischer Kommunist und Journalist († 1944)
- 18. September: Dolores Viesèr, österreichische Schriftstellerin und Erzählerin († 2002)
- 25. September: Ernst Zwilling, österreichischer Reiseschriftsteller († 1990)
- 27. September: Edvard Kocbek, slowenischer Schriftsteller und Publizist († 1981)
- 29. September: Nikolai Alexejewitsch Ostrowski, sowjetischer Schriftsteller und Revolutionär († 1936)

- 02. Oktober: Graham Greene, britischer Schriftsteller († 1991)
- 05. Oktober: Harald Lechenperg, deutsch-österreichischer Fotograf, Journalist und Dokumentarfilmer († 1994)
- 06. Oktober: Horst Lange, deutscher Schriftsteller († 1971)
- 07. Oktober: Günther Schwab, österreichischer Schriftsteller († 2006)
- 12. Oktober: Ding Ling, chinesische Schriftstellerin († 1986)
- 13. Oktober: Jutta Hecker, deutsche Schriftstellerin († 2002)
- 15. Oktober: Wolfgang Weyrauch, deutscher Schriftsteller und Hörspielautor († 1980)
- 20. Oktober: Mario von Galli, Jesuit, theologischer Redaktor und Publizist († 1987)
- 21. Oktober: Edmond Hamilton, US-amerikanischer Autor († 1977)
- 24. Oktober: Madeleine Delbrêl, französische Schriftstellerin († 1964)
- 24. Oktober: Theodor Eschenburg, Politikwissenschaftler, Publizist und Staatsrechtler († 1999)
- 24. Oktober: Moss Hart, US-amerikanischer Schriftsteller († 1961)

- 13. November: Günter Reimann, deutscher Ökonom und Journalist († 2005)
- 25. November: Ba Jin, chinesischer Schriftsteller († 2005)
- 27. November: Klara Blum, deutsch-chinesische Schriftstellerin († 1971)
- 28. November: Nancy Mitford, britische Schriftstellerin und Biografin († 1973)

- 06. Dezember: Ève Curie, französisch-amerikanische Biografin und Journalistin († 2007)
- 06. Dezember: Alexander Wwedenski, russischer Dichter († 1941)
- 25. Dezember: Funabashi Seiichi, japanischer Romanautor († 1976)
- 26. Dezember: Alejo Carpentier, französisch-kubanischer Schriftsteller († 1980)
- 28. Dezember: Hori Tatsuo, japanischer Schriftsteller († 1953)

## Gestorben
- 28. Januar: Karl Emil Franzos, österreichischer Novellist, Publizist, Romancier und Herausgeber (* 1848)

- 07. Februar: Emil Rosenow, deutscher Politiker und Schriftsteller (* 1871)
- 23. Februar: Friederike Kempner, deutschsprachige Dichterin (* 1836)

- 07. Mai: Peter Hille, deutscher Schriftsteller (* 1854)
- 10. Mai: Henry Morton Stanley, schottischer Journalist und Afrikaforscher (* 1841)

- 05. Juni: Sami Frashëri, albanischer Literat (* 1850)
- 07. Juni: Otto von Heinemann, deutscher Bibliothekar und Historiker (* 1824)
- 10. Juni: Carl Weitbrecht, deutscher Dichter und Literaturhistoriker (* 1847)
- 25. Juni: Wilhelm Jordan, deutscher Schriftsteller (* 1819)

- 03. Juli: Theodor Herzl, österreichischer Schriftsteller und Politiker (* 1860)
- 06. Juli: Abai Qunanbajuly, kasachischer Dichter, Schriftsteller und Denker (* 1845)
- 15. Juli: Anton Tschechow, russischer Schriftsteller und Dramatiker (* 1860)
- 17. Juli: Wilhelm Marr, deutscher politischer Journalist (* 1819)

- 22. August: Kate Chopin, US-amerikanische Schriftstellerin (* 1850)
- 25. August: Marie von Najmájer, österreichische Schriftstellerin (* 1844)

- 04. Oktober: Adela Florence Nicolson, englische Lyrikerin (* 1865)
- 04. Oktober: Karl Tanera, deutscher Offizier und Schriftsteller (* 1849)
- 07. Oktober: Isabella Bishop, britische Reiseschriftstellerin (* 1832)
- 21. Oktober: Isabelle Eberhardt, russisch-schweizerische Entdeckerin und Reiseschriftstellerin (* 1877)

## Literaturpreise 1904
- Nobelpreis für Literatur: Frédéric Mistral und José Echegaray
- Prix Goncourt: Léon Frapié mit La maternelle